# Coryanthes boyi
Coryanthes boyi är en orkidéart som beskrevs av Rudolf Mansfeld. Coryanthes boyi ingår i släktet Coryanthes, och familjen orkidéer. Inga underarter finns listade i Catalogue of Life.